# Lachesilla contraforcepeta
Lachesilla contraforcepeta är en insektsart som beskrevs av Chapman 1930. Lachesilla contraforcepeta ingår i släktet Lachesilla och familjen kviststövsländor. Inga underarter finns listade i Catalogue of Life.